# UAI-50
UAI-50 (Ukrainian Average Index-50, Украинский Взвешенный индекс широкого рынка) — по состоянию на 4 февраля 2010 года единственный фондовый индикатор на украинском фондовом рынке, разработанный аналититиками независимого интернет-издания «FundMarket», а не участниками рынка.
Остальные индексы рассчитываются либо биржами (индекс ПФТС и индекс Украинской биржи), либо участниками рынка (например Dragon capital, ТЕКТ).
В индексную корзину входит 50 наиболее ликвидных эмитентов акций. Адекватность формулы индекса подтверждается его корреляцией с основными индикаторами украинского фондового рынка (индексами PFTS и UX). Хотя, в связи со значительно большим количеством эмитентов в корзине индекса, его абсолютные значения существенно отстают от обеих вышеназванных.
Недостатком индекса является его привязка только и исключительно к акциям эмитентов, торгующихся на одной бирже — ПФТС.
Акции эмитентов, торгующихся на Украинской Бирже, в расчётную корзину индекса UAI-50 не входят.
Индекс рассчитывается с 1 января 2008 года. Стартовое значение — 100 п.п.

## Корзина индекса
По состоянию на 12 августа 2010 года индексная корзина UAI-50 все ещё состоит из эмитентов торгующихся лишь на одной украинской бирже — ПФТС. Эмитенты, торгующиеся на второй украинской фондовой площадке — Украинская биржа — пока не входят в корзину UAI-50.
Акции, входящие в корзину:
- банковский сектор: Райффайзен банк Аваль (BAVL), Банк Форум (FORM), Мегабанк (MEGA), Родовид Банк (RODB), Укрсоцбанк (USCB).
- металлургический сектор: Алчевский металлургический комбинат (ALMK), Металлургический комбинат «Азовсталь» (AZST), Днепропетровский металлургический завод имени Петровского (DMZP), Днепроспецсталь (DNSS), Донецкий металлургический завод (DOMZ), Енакиевский металлургический завод (ENMZ), Криворожсталь (KSTL), Мариупольский металлургический комбинат имени Ильича (MMKI).
- машиностроение: Азовобщемаш (AZGM), Донецкгормаш (DGRM), Дружковский машиностроительный завод (DRMZ), Крюковский вагоностроительный завод (KVBZ), Холдинговая компания «Лугансктепловоз» (LTPL), Мотор Сич (MSICH), Мариупольский завод тяжелого машиностроения «Азовмаш» (MZVM), Сумское НПО имени М. В. Фрунзе (SMASH), Стахановский вагоностроительный завод (SVGZ).
- автомобилестроение: УкрАВТО (AVTO), АвтоКрАЗ (KRAZ), Луцкий автомобильный завод (ЛуАЗ) (LUAZ).
- электроэнергетика: Центрэнерго (CEEN), Днепроэнерго (DNEN), Донбассэнерго (DOEN), Киевэнерго (KIEN), Западэнерго (ZAEN), Днепрооблэнерго (DNON), Крымэнерго (KREN), Полтаваоблэнерго (POON).
- трубная промышленность: Нижнеднепровский трубопрокатный завод (NITR), Интерпайп Новомосковский трубный завод (NVTR), Днепропетровский трубный завод (DTRZ).
- химическая промышленность: Концерн «Стирол» (STIR), Днепрошина (DNSH).
- угольная промышленность: Шахта «Красноармейская-Западная № 1» (SHCHZ), Шахта «Комсомолец Донбасса» (SHKD), Алчевский коксохимический завод (ALKZ), Авдеевский коксохимический завод (AVDK), Ясиновский коксохимический завод (YASK).
- добыча руды: Полтавский ГОК (горно-обогатительный комбинат) (PGOK), Южный ГОК горно-обогатительный комбинат (PGZK), Запорожский завод ферросплавов (ZFER), Никопольский завод ферросплавов (NFER).
- а также: Укрнафта (UNAF), Укртелеком (UTLM), Мостобуд (MTBD)